# Skalní kaplička Nejsvětější Trojice

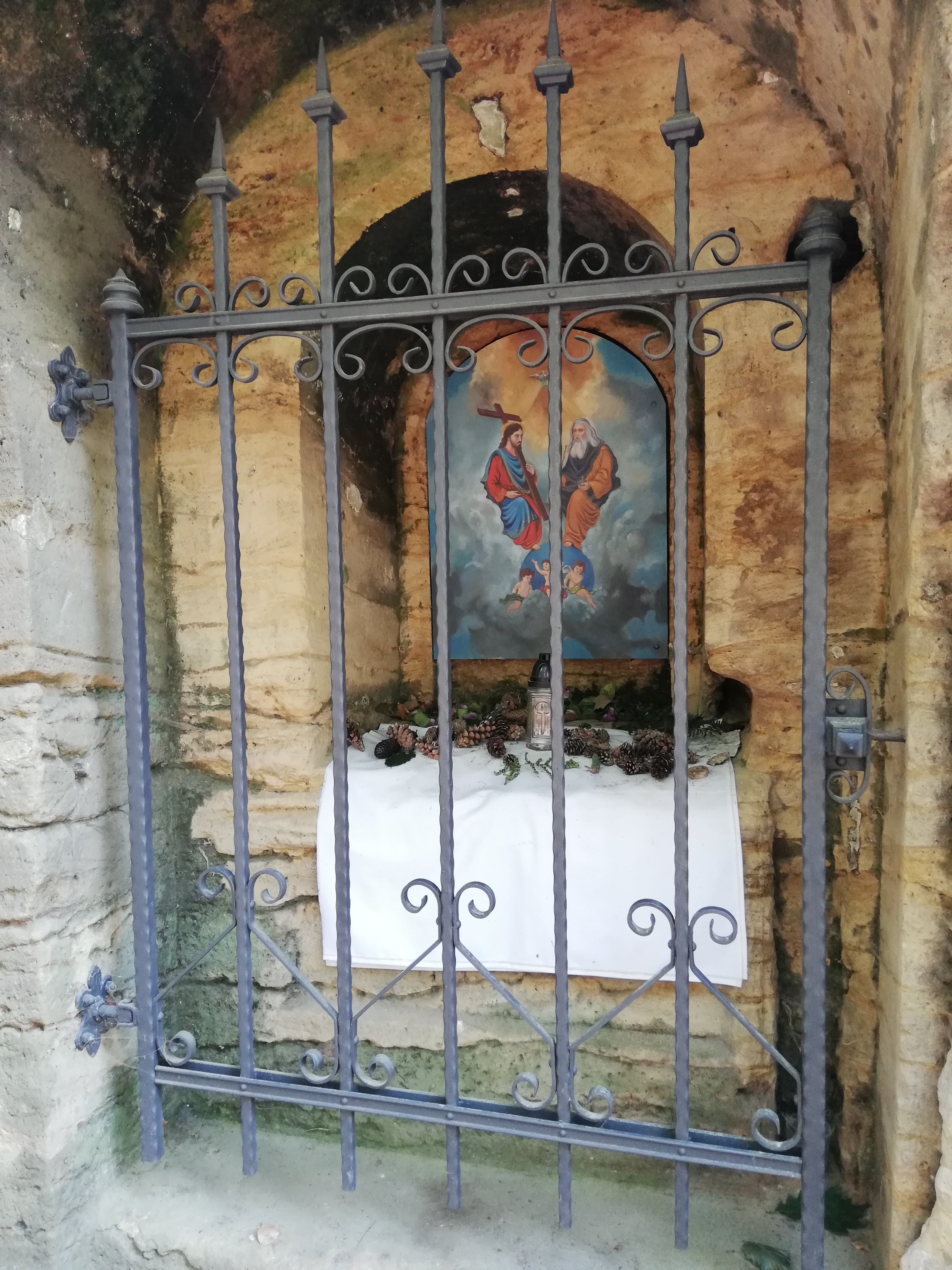
Skalní výklenková kaple Nejsvětější Trojice – detail (léto 2020)

Skalní kaplička Nejsvětější Trojice (původně německy: Dreifaltigskeitaltar) poblíž České Kamenice v okrese Děčín, je drobná sakrální památka, jež je tvořena jen výklenkem vytesaným v pískovcové skále, ve kterém se nachází obraz Nejsvětější Trojice.

## Popis
Tato skalní výklenková kaple Nejsvětější Trojice je umístěna na křižovatce několika lesních cest zahloubených v pískovcových skalách v sedle na severozápadním úpatí čedičového kopce Jehla (480 m n. m.) v nadmořské výšce 440 m. Kaplička z roku 1916 bývala ohrazena plůtkem, na skále nad ní stál železný kříž a naproti kapličce (na vyvýšeném místě) se nacházel dřevěný Münzelův přístřešek s lavičkami. Nápis „Poznej sám sebe“ je novodobý, původní plechový zavěšený obraz byl ztracen, takže v kapličce se nachází jeho novodobá kopie. Obnova skalní kaple Nejsvětější Trojice nad Českou Kamenicí skončila v úterý 30. dubna 2019. Repliku původního obrazu namaloval Michal Janovský z České Lípy. Na výsledné podobě kovaných prvků a mřížoví se největší měrou podílel Oldřich Heřman, jemuž pomáhali pracovníci Technického zařízení města Česká Kamenice.

## Přístup
Kolem skalní kapličky Nejsvětější Trojice vede žlutá turistická značka. Ta začíná v České kamenici u parkoviště „Spálená“, vede kolem městského koupaliště v České Kamenici (po cca 160 metech od parkoviště), dále pokračuje kolem jezírka až k přístřešku Jehla (po cca 420 metrech od parkoviště). Odtud pak značka zavede turistu ke skalnímu útvaru Žába (po asi 1 150 metech od parkoviště) a pak následuje skalní vyhlídka Ponorka (po asi 1 200 metrech od parkoviště). Žlutě značená turistická trasa pak pokračuje ke skalní vyhlídce Tell-Platte (po asi 1 650 metrech od parkoviště) a konečně pak ke skalní kapličce Nejsvětější Trojice (po asi 1 750 metrech od parkoviště), aby posléze byla definitivně ukončena v turisticky atraktivní lokalitě Bratrské oltáře, kde na ni navazuje modrá turistická značka (z České Kamenice přes vyhlídku Jehla a Bratrské oltáře do obce Líska...).